# Linus Lundqvist
Linus Lundqvist (Tyresö, 26 de março de 1999) é um automobilista sueco. Atualmente disputa a IndyCar Series pela equipe Meyer Shank Racing, e também corre na Porsche Carrera Cup Escandinávia e no IMSA SportsCar Championship. Foi campeão da Indy Lights (atual Indy NXT) em 2022, da Fórmula Regional das Américas em 2020 e da Fórmula 3 Britânica BRDC em 2018.

## Carreira
Lundqvist iniciou a carreira no kart aos 6 anos de idade, participando de campeonatos da modalidade em seu país e também na Europa, obtendo vários títulos
Sua estreia nos monopostos foi em 2015, na Fórmula Renault Nórdica 1.6, terminando em quarto lugar. Disputou também provas do Campeonato Escandinavo de Turismo, Fórmula 4 Britânica, Fórmula 3 Britânica BRDC (onde foi campeão em 2018), MRF Challenge, Euroformula Open e Fórmula Regional das Américas, tendo vencido a temporada 2020.

## Indy Lights
Após o título da Fórmula Regional, recebeu uma bolsa de estudos da Honda para disputar a temporada 2021 da Indy Lights, assinando com a equipe Global Racing Group (em associação com a HMD Motorsports). Obteve 11 pódios, 3 vitórias, 3 poles e 2 voltas mais rápidas, terminando em 3º lugar com 449 pontos. Em 2022, venceu 5 provas, fez 7 poles e 3 voltas mais rápidas, conquistando o título da temporada com 575 pontos.

## IndyCar Series
Depois de fazer testes com a Andretti Autosport, Rahal Letterman Lanigan Racing e Ed Carpenter Racing, o sueco fez sua estreia na IndyCar Series em agosto de 2023, quando foi anunciado como terceiro substituto de Simon Pagenaud na Meyer Shank Racing (Conor Daly e Tom Blomqvist também correram pela equipe) após o francês ser vetado em decorrência da concussão sofrida no acidente nos treinos para a etapa de Mid-Ohio. Classificado em 11º no grid da etapa de Nashville, Lundqvist permaneceu entre os 15 primeiros até abandonar faltando 11 voltas para o final da corrida, tendo feito a volta mais rápida. Seu desempenho fez a Meyer Shank ampliar seu vínculo para a segunda corrida do traçado misto de Indianápolis, onde terminou na décima-segunda posição.

## Fórmula E
Em abril de 2023, Lundqvist participou de teste de novatos da Fórmula E em Berlim, pela Andretti Autosport.